# Matt Pagnozzi
Matthew Thomas Pagnozzi (né le 10 novembre 1982 à Miami, Arizona, États-Unis) est un receveur des Ligues majeures de baseball qui est présentement agent libre.
Il a fait ses débuts en 2009 avec les Cardinals de Saint-Louis, l'équipe pour laquelle son oncle Tom Pagnozzi a évolué durant toute sa carrière, de 1987 à 1998.

## Carrière

### Cardinals de Saint-Louis
Matt Pagnozzi est drafté en 2003 au 8e tour de sélection par les Cardinals de Saint-Louis. Il fait ses débuts dans les majeures avec cette équipe et dispute son tout premier match le 29 septembre 2009. Le receveur de 26 ans est tenu en échec en cinq apparitions au bâton et ne réussit son premier coup sûr dans les grandes ligues que lors de son rappel des ligues mineures l'année suivante, alors qu'il soutire un simple au lanceur Chris Capuano, des Brewers de Milwaukee, le 8 septembre 2010. Le 28 septembre 2010, Pagnozzi claque son premier coup de circuit dans les majeures, aux dépens de Brian Burres, des Pirates de Pittsburgh. En 15 matchs joués pour Saint-Louis en fin de saison 2010, Pagnozzi présente une moyenne au bâton de ,359 avec 14 coups sûrs, un circuit et 10 points produits.

### Rockies du Colorado
Durant l'entre-saison 2010-2011, Matt Pagnozzi joue pour le Toros del Este dans la Ligue dominicaine de baseball hivernal et, devenu agent libre, il signe le 29 novembre 2010 un contrat des ligues mineures avec les Rockies du Colorado de la MLB. Il ne joue que sept matchs avec les Rockies en 2011, produisant deux points.

### Pirates de Pittsburgh
Le 14 septembre 2011, Pagnozzi est réclamé au ballottage par les Pirates de Pittsburgh. Il joue cinq parties pour les Pirates en fin de saison.

### Indians de Cleveland
Le 2 décembre 2011, Pagnozzi accepte un contrat des ligues mineures offert par les Indians de Cleveland. Il passe l'entière saison dans les mineures avec les Clippers de Columbus.

### Astros de Houston
Pagnozzi rejoint l'organisation des Braves d'Atlanta en 2013 et est assigné aux Braves de Gwinnett, leur club-école. En septembre, son contrat est cédé aux Astros de Houston, pour qui il s'aligne pendant 9 matchs en fin d'année.

### Brewers de Milwaukee
Pagnozzi rejoint les Brewers de Milwaukee le 4 décembre 2013. Il ne joue qu'un match pour les Brewers et devient agent libre en octobre 2014.